# Saftmal

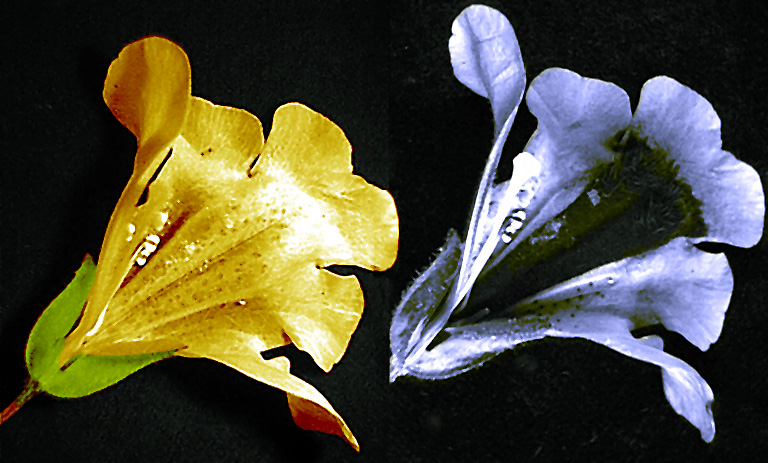
Rechts unter UV-Licht die Saftmale der Gauklerblumen (schwarzer Bereich)

Als Saftmale werden Bereiche innerhalb einer Blüte oder Blume bezeichnet, die das Blütenbesucherverhalten beeinflussen. Saftmale können auch als Pollen- oder Staubbeutelattrappen bezeichnet werden.  Es handelt sich dabei um Bereiche der Kronblätter, die kein UV-Licht reflektieren.
Erstmals wurde die Bedeutung der Saftmale von Christian Konrad Sprengel im Jahr 1793 beschrieben. Er erkannte, dass die Saftmale dem Blütenbesucher den Weg zum Nektar weisen. Die exakte Bedeutung der Saftmale wurde allerdings erst später durchschaut und bietet viel Raum für evolutionsbiologische Überlegungen. Vermutlich waren die ersten Blütenbesucher auf der Suche nach Nahrung, die sie in Form von Pollen in den Blüten vorfanden. Später entstanden Strukturen, die den Pollen vor gefräßigen Blütenbesuchern verbergen sollten, um den Pollenverlust zu minimieren. Allerdings hatten die betroffenen Pflanzenarten nicht nur Nachteile durch derartigen Blütenbesuch. Pollen wurde auch auf andere Blüten übertragen, wodurch sich deren Reproduktionserfolg erhöhte. Um also weiterhin Besucher anzulocken, mussten andere Blütenelemente Pollen imitieren.
Saftmale setzten sich grundsätzlich farblich vom Rest der Blüte oder Blume ab. Für das menschliche Auge ist dieser Farbunterschied allerdings häufig nicht zu sehen, da er auf einer UV-Absorption der Saftmale beruht. Nektar suchende Insekten können „Nahes UV“ (UV-A) sehen, z. B. Wildbienen bis 300 nm Wellenlänge.
Heute ist eine Vielzahl solcher Pollenattrappen bekannt. Diese können als zweidimensionale Verfärbungen oder als dreidimensionale perfekte Nachbildungen von Staubblättern ausgeprägt sein.
Durch Farbveränderungen im für Menschen sichtbaren Bereich können Saftmale den Insekten mitteilen, wie viel Nektar die Blüte produziert. Ein Beispiel ist die Rosskastanienblüte, die hohe Nektarproduktion mit gelben Saftmalen anzeigt, die sich später über Orange zu Rot verfärben, je weniger Nektar produziert wird.
Man unterscheidet die Saftmale nach ihrer Form auf den Blütenblättern (i. e. S. Kronblättern).
- Strichmale verlaufen auf den Blütenblättern vom Inneren der Blüte bis mehr oder weniger nahe an den Blütenblattrand.
- Kreismale fangen im Zentrum der Blüte an (bei Korbblütlern reflektiert der Blütenkorb kein UV-Licht) und setzen sich über alle Blütenblätter fort, bis sie in artspezifischem Abstand und Randform enden.
- Ringmale beginnen in einem Abstand zum Blütenzentrum auf den Blütenblättern und enden wie Kreismale, so dass die Grundform eines Ringes zu erkennen ist.
- Fleckenmale können als kleine Punkte oder als unregelmäßige, aber achsensymmetrisch zur Blattachse geformte Flecken erscheinen.
- Kombinierte Male beinhalten zwei ausgeprägte Formen aus den vier oben erwähnten Grundformen.